# بوبي غرينوود (لاعب غولف)
بوبي غرينوود (بالإنجليزية: Bobby Greenwood)‏ هو لاعب غولف أمريكي، ولد في 27 أكتوبر 1938 في كوكفل في الولايات المتحدة.

## وصلات خارجية
- بوبي غرينوود على موقع رابطة لاعبي الغولف المحترفين (الإنجليزية)